# Ernst-Ludwig Berz
Ernst-Ludwig Berz (* 15. Oktober 1941 in Darmstadt; † 19. Mai 2020 in Köln) war ein deutscher Bibliothekar.

## Leben
Berz studierte Musikwissenschaft, Geschichte und Germanistik in Frankfurt am Main, wo er 1967 zum Dr. phil. promoviert wurde. Anschließend wurde er wissenschaftlicher Mitarbeiter der Arbeitsgruppe des Répertoire Internationale des Sources Musicales in München, bevor er 1968 ein Bibliotheksreferendariat an der Deutschen Bibliothek in Frankfurt begann. Nach dem Referendariat wurde er in der Deutschen Bibliothek als Direktionsassistent übernommen, wo er 1973 Oberbibliotheksrat wurde, bevor er 1975 als Stellvertretender Direktor an die Niedersächsische Staats- und Universitätsbibliothek Göttingen ging. 
1987 berief man ihn zum Direktor der neu gegründeten Rheinischen Landesbibliothek in Koblenz. 
Hier gestaltete er vor allen Dingen den Übergang ins elektronische Zeitalter aktiv mit: Die Bibliothek trat dem Verbund des Hochschulbibliothekszentrums NRW (HBZ) bei, womit die Online-Katalogisierung ermöglicht wurde. Die elektronische Ausleihe wurde 1994, die elektronische Fernleihe 2001 eingeführt. Anfang der 1990er Jahre konnte Berz die Zentralredaktion der neugegründeten Rheinland-Pfälzischen Bibliographie nach Koblenz holen. Als einer der ersten kümmerte sich Berz auch schon Anfang der 2000er Jahre um das elektronische Pflichtexemplar, für das er sich auch auf politischer Ebene eingesetzt hatte.

## Schriften
- Die Notendrucker und ihre Verleger in Frankfurt am Main von den Anfängen bis etwa 1630: eine bibliographische und drucktechnische Studie zur Musikpublikation. Bärenreiter, Kassel 1970 (Catalogus musicus; 5) (Dissertation, Frankfurt (Main), 1970), ISBN 3-7618-0495-4.
- zusammen mit Rolf Dieter Sevecke: Zentrale Dienstleistungen der Deutschen Bibliothek: Bericht über ein Kolloquium in der Deutschen Bibliothek. In: Zeitschrift für Bibliothekswesen und Bibliographie, Bd. 21 (1974), Heft 3, S. 186–198.
- Deutsche Gesangbücher des 16.–18. Jahrhunderts: eine Auswahl aus den Beständen der Niedersächsischen Staats- und Universitätsbibliothek Göttingen; Ausstellung anlässlich der Jahrestagung der Gesellschaft für Musikforschung vom 10.–13. Oktober 1979 in Göttingen. Niedersächsische Staats- und Universitätsbibliothek Göttingen, Göttingen 1979 (Kleinere Ausstellungsführer / Niedersächsische Staats- und Universitätsbibliothek Göttingen; 6).
- zusammen mit Dieter Sickmüller: Zentrale Dienstleistungen und Bibliotheksorganisation: Vorstudie und Materialsammlung zum Projekt "Nutzung zentraler Dienstleistungen und ihre Auswirkungen auf Organisationsstrukturen und Betriebsabläufe in Bibliothekssystemen". Publikationsabteilung, Deutscher Bibliotheksverband, Berlin 1979 (Materialien der Arbeitsstelle für das Bibliothekswesen; 25), ISBN 3-87068-725-8.
- Ernst Barlach in Höhr-Grenzhausen. Rheinische Landesbibliothek, Koblenz 1991 (Schriften der Rheinischen Landesbibliothek; 1).
- Rheinische Landesbibliothek in Koblenz: die ersten zehn Jahre (1987–1997). In: Gernot Gabel, Wolfgang Schmitz, Dieter Stäglich (Hrsg.): De officio bibliothecarii: Beiträge zur Bibliothekspraxis; Hans Limburg zum 65. Geburtstag gewidmet. Greven, Köln 1998, ISBN 3-7743-0311-8, S. 116–131.